# Episodi di Ispettore Maggie (seconda stagione)
La seconda stagione della serie televisiva Ispettore Maggie è stata trasmessa in anteprima nel Regno Unito dalla ITV tra il 5 settembre 1980 e il 7 novembre 1980.
| nº | Titolo originale | Titolo italiano      | Prima TV Regno Unito | Prima TV Italia |
| -- | ---------------- | -------------------- | -------------------- | --------------- |
| 1  | Something Blue   |                      | 5 settembre 1980     |                 |
| 2  | Decoy            | L'esca               | 12 settembre 1980    |                 |
| 3  | Break-In         | Furto senza scasso   | 19 settembre 1980    |                 |
| 4  | Menaces          | Minacce              | 26 settembre 1980    |                 |
| 5  | Hammer           |                      | 3 ottobre 1980       |                 |
| 6  | Chance           | Tribunale            | 10 ottobre 1980      |                 |
| 7  | Loyalties        |                      | 17 ottobre 1980      |                 |
| 8  | Maggie's Luck    | La fortuna di Maggie | 24 ottobre 1980      |                 |
| 9  | Shame            |                      | 31 ottobre 1980      |                 |
| 10 | The Ring         |                      | 7 novembre 1980      |                 |

## Something Blue
- Prima televisiva: 5 settembre 1980
- Diretto da: John Reardon
- Soggetto di: Tony Hoare

### Trama
- Altri attori: William Marlowe (Det. Chief Inspector Russell), Derek Thompson (Det. Sgt. Jimmy Fenton), Brian Gwaspari (Det. Insp. Bob Croft), Paul Moriarty (Det. Sgt. Jake Barratt), Nigel Rathbone (Steve Forbes), James Ottaway (George Taylor), Lynda Marchal (Juanita Shervington), Judy Lloyd (Sue Williams), Linda Robson (Chris Adams), Diana Malin (Jenny Burns), Leo Dolan (Billy Groves), Peter Birrel (Mr Cooke), Simon Gipps-Kent (Phil Shervington), Christopher Hamill (Freddy), Tim Stern (Charlie), Nigel Hughes (Peter Lake)

## Decoy
- Prima televisiva: 12 settembre 1980
- Diretto da: John Reardon
- Soggetto di: Terence Feely

### Trama
- Altri attori: William Marlowe (Det. Chief Inspector Russell), Derek Thompson (Det. Sgt. Jimmy Fenton), Brian Gwaspari (Det. Insp. Bob Croft), Paul Moriarty (Det. Sgt. Jake Barratt), Nigel Rathbone (Steve Forbes), James Ottaway (George Taylor), Richard Owens (Dr Bill Ryder), Michael Watkins (Max Trenton), Peter Davidson (Tommy Hunter), Stewart Harwood (Fred Jarvis), Shelagh McLeod (Susan Ross), Yvonne Edgell (Diane), David Sterne (Emile Turot), Richard Fraser (Mr Owen), Jean Hastings (W.P.C. Evans), Eric Kent (Stringer), Nigel Le Vaillant (P.C. Miller)

## Break-In
- Prima televisiva: 19 settembre 1980
- Diretto da: Tony Wharmby
- Soggetto di: Terence Feely

### Trama
- Altri attori: William Marlowe (Det. Chief Inspector Russell), Derek Thompson (Det. Sgt. Jimmy Fenton), Brian Gwaspari (Det. Insp. Bob Croft), Paul Moriarty (Det. Sgt. Jake Barratt), Nigel Rathbone (Steve Forbes), David Gant (Noel Simpson), Colin McCormack (Jack Ledley), Paul Angelis (Phil Wogan), Linda Renwick (Mrs Ledley), Patsy Smart (Nellie Madigan), Pamela Buchner (Mrs Russell), Ron Pember (Charlie Parker), Vicky Ireland (Mrs Ivory), Linda Regan (Marilyn), Raymond Boyd (Jock), Penny Smith (1st Nurse), Lola Young (2nd Nurse)

## Menaces
- Prima televisiva: 26 settembre 1980
- Diretto da: Paul Annett
- Soggetto di: Roger Marshall

### Trama
- Altri attori: William Marlowe (Det. Chief Inspector Russell), Derek Thompson (Det. Sgt. Jimmy Fenton), Brian Gwaspari (Det. Insp. Bob Croft), Nigel Rathbone (Steve Forbes), Joss Ackland (Ivor Stocker), Judy Loe (June Stafford), Carmen Silvera (Rose), Jill Baker (Connie), Robert Morgan (Phil Rae), Jonathan Kydd (Cab Driver)

## Hammer
- Prima televisiva: 3 ottobre 1980
- Diretto da: Tony Wharmby
- Soggetto di: Tony Parker

### Trama
- Altri attori:

## Chance
- Prima televisiva: 10 ottobre 1980
- Diretto da: David Askey
- Soggetto di: Patricia Hooker

### Trama
- Altri attori: William Marlowe (Det. Chief Inspector Russell), John Gregg (Simon Fox), Christopher Driscoll (Det. Cons. Tony Fielden), Peter Spraggon (Station Officer), James Ottaway (George Taylor), Ian Price (Mr Ryan), Betty Romaine (Bertha Hennessey), Artro Morris (Mr Sharpe), Graham Rowe (Mr Johnson), Richard Matthews (Judge), Peter Lovstrom (Dave Roberts), Rio Fanning (Bert Prendergast), Richard Pescud (Clerk), Sheila Mitchell (Usher), Jonathan Steward (Mr Pratt), Dave Cooper (Harry Brewster), Karrie Lambert (Mrs Brewster), Frank Tregear (Mr Henderson), Sue Winkler (Nancy), Susan Beresford (Miss Fry)

## Loyalties
- Prima televisiva: 17 ottobre 1980
- Diretto da: James Gatward
- Soggetto di: Tony Parker

### Trama
- Altri attori: William Marlowe (Det. Chief Inspector Russell), Derek Thompson (Det. Sgt. Jimmy Fenton), Brian Gwaspari (Det. Insp. Bob Croft), Paul Moriarty (Det. Sgt. Jake Barratt), John Barron (Victor Beresford), Ray Lonnen (Alan Lawson), Lesley Manville (Shirley Davis), Dawn Perllman (Brenda Griffiths), Honor Shepherd (Mary Beresford), John Bryans (Commander Rack), Sarah Jane Thurstan (Jo-Jo), Paul Haley (Det. Ch. Insp. Foster)

## Maggie's Luck
- Prima televisiva: 24 ottobre 1980
- Diretto da: Nic Phillips
- Soggetto di: David Crane

### Trama
- Altri attori: William Marlowe (Det. Chief Inspector Russell), Brian Gwaspari (Det. Insp. Bob Croft), Paul Moriarty (Det. Sgt. Jake Barratt), Nigel Rathbone (Steve Forbes), Chuck Julian (Nagel), Don Fellows (McNally), Lorna Charles (Barbara), Ray Lonnen (Alan Lawson), Jennifer Hilary (Elaine Lawson), Alan Bennion (Sir Robert Loder), Indira Joshi (Doctor)

## Shame
- Prima televisiva: 31 ottobre 1980
- Diretto da: Peter Moffatt
- Soggetto di: Roger Marshall

### Trama
- Altri attori:

## The Ring
- Prima televisiva: 7 novembre 1980
- Diretto da: Paul Annett
- Soggetto di: William Marlowe

### Trama
- Altri attori: